# Cârlibaba (gmina)
Cârlibaba – gmina w Rumunii, w okręgu Suczawa. Obejmuje miejscowości Cârlibaba, Cârlibaba Nouă, Iedu, Șesuri, Țibău i Valea Stânei. W 2011 roku liczyła 1717 mieszkańców.